# Fridrich David Fuchs
Fridrich David Fuchs, též německy Friedrich Fuchs, či maďarsky Frigyes Fuchs (31. prosince 1799, Levoča – 6. října 1874, Levoča) byl geodet, aktivní organizátor a funkcionář Uherského karpatského spolku, znalec a propagátor Vysokých Tater, zakladatel průmyslových podniků na Spiši, plodný spisovatel, autor prvního širokospektrálního turistického průvodce po Vysokých Tatrách.

## Životopis
V Levoči získal první vzdělání. Pak odešel studovat do Debrecína a Pešti, kde v roce 1819 ukončil na vysoké škole kurz praktické geometrie. Po dvouleté praxi a po úspěšných zkouškách v roce 1821 navštěvoval Lesnickou akademii v Mariabrunnu nedaleko Vídně. Po ročním působení v Aradu se vrátil na Spiš. V lázních ve Staré Ľubovni v roce 1827 založil 23hektarový park. V témže roce byl dozorcem v železárnách v Hrabušicích a od roku 1834 byl dozorcem na panstvích v Nové Ľubovni a Jakubanech. Zde v roce 1838 založil podnik na výrobu železa. Pak se přestěhoval do rodného města a v Levočském údolí vybudoval válcovnu s drátovnou a výrobnou řetězů.
Od mládí byl horlivým návštěvníkem Vysokých Tater. Své vzdělání uplatnil při trigonometrických a barometrických měřeních, které prováděl v letech 1860–1862 ve Vysokých Tatrách. Určil nadmořskou výšku některých vrcholů. V roce 1863 vydal v Pešti průvodce po Vysokých Tatrách – Die Central - Karpathen mit den nächsten Voralpen (Centrální Karpaty s nejbližším předhůřím). Knížka je prvním širokospektrálním průvodcem po Vysokých Tatrách. O něco později dokončil mapu Tater.
Fridrich David Fuchs byl spoluzakladatelem Uherského karpatského spolku. Byl navržen na jeho předsedu, ale funkci ze zdravotních důvodů a pro pokročilý věk nepřijal. Fuchs byl prvním mužem, který, podle dr. Steinera, otevřel Vysoké Tatry „v univerzálním světle“. Podle Fuchse bylo pro rozlišení od ostatních pojmenováno dnešní Starolesnianske pleso ve Velké Studené dolině.